# Romeu e Julieta (2013)
Romeo and Juliet (bra/prt: Romeu e Julieta) é um filme britânico de 2013, do gênero drama, baseado na obra homônima de William Shakespeare. Dirigido por Carlo Carlei, foi lançado em 11 de outubro de 2013 no Reino Unido e nos Estados Unidos. O filme foi estrelado por Douglas Booth e Hailee Steinfeld, no papel dos protagonistas, e com a participação de Stellan Skarsgård e Paul Giamatti.
Assim como a adaptação de Franco Zeffirelli, o filme se passa na cidade renascentista de Verona, porém, tendo somente o roteiro e alguns diálogos originais escritos por Shakespeare. Isto atraiu consideráveis controvérsias. Muitos críticos o acusaram de desprezar a essência da peça original.

## Elenco
| Ator                 | Dublagem (BR)       | Papel               |
| -------------------- | ------------------- | ------------------- |
| Douglas Booth        | Marcos Souza        | Romeu Montecchio    |
| Hailee Steinfeld     | Jullie              | Julieta Capuleto    |
| Damian Lewis         | José Augusto Sendim | Senhor Capuleto     |
| Kodi Smit-McPhee     | Gustavo Pereira     | Benvólio Montecchio |
| Ed Westwick          | Marcus Jardym       | Teobaldo            |
| Paul Giamatti        | Mauro Ramos         | Frei Lourenço       |
| Lesley Manville      | Mariangela Cantú    | A Ama (de Julieta)  |
| Christian Cooke      | Marcelo Garcia      | Mercúcio            |
| Stellan Skarsgård    |                     | Príncipe Escalo     |
| Natascha McElhone    | Izabel Lira         | Senhora Capuleto    |
| Tom Wisdom           | José Leonardo       | Conde Páris         |
| Leon Vitali          |                     | Boticário           |
| Laura Morante        |                     | Senhora Montecchio  |
| Nathalie Rapti Gomez |                     | Rosalina            |
| Tomas Arana          | Alfredo Martins     | Senhor Montecchio   |

Créditos da dublagem brasileira
- Estúdio: TV Group Digital Brasil (Visom Digital)
- Tradução: André Bighinzoli
- Direção de dublagem: Marisa Leal
- Mídia: TV Paga (Rede Telecine) / Telecine Play

## Produção
As filmagens principais começaram em 3 de fevereiro de 2012 na Itália. O filme foi rodado em Subiaco; Mântua; Caprarola; Lácio; Verona; e no Cineccittà. As primeiras imagens do set de filmagem foram publicadas pelo jornal Gazzetta di Mantova em 14 de fevereiro de 2012. As filmagens foram finalizadas em 7 de março de 2012.

### Escolha do elenco
Ed Westwick foi o primeiro ator a ler o roteiro. Em abril de 2011, Hailee Steinfeld disse estar em negociação para assumir o papel de Julieta. Devido à idade de Steinfeld, houve uma especulação se cenas de nudez seriam incluídas. O diretor Carlo Carlei afirmou que "havia uma cena de sexo entre os protagonistas após seu casamento" e reforçou que "após a entrada de Hailee Steinfeld no elenco, todas cenas de nudez e sexo foram retiradas". Julian Fellowes acrescentou que "pensavam que seria bom ter um amor entre casados" e que "pureza era um elemento importante do filme".
Em junho de 2011, Douglas Booth foi escolhido para interpretar o protagonista Romeu Montecchio, derrotando cerca de outros 300 candidatos que haviam se interessado pelo papel.
Paul Wesley estava cotado para interpretar o Conde Páris, o pretendente de Julieta na trama, mas em fevereiro de 2012, o ator Tom Wisdom foi anunciado para este papel.

## Lançamento
A Relativity Media foi encarregada do lançamento do filme na América do Norte em 11 de outubro de 2013, enquanto a D Films lançou-o no Canadá na mesma data. A estreia ocorreu em Hollywood em 24 de setembro de 2013, no cinema ArcLight Hollywood. Na Austrália, o filme foi lançado em 13 de fevereiro de 2014, um dia antes do Dia dos Namorados naquele país.

### Recepção
No agregador de críticas Rotten Tomatoes, na pontuação que categoriza as opiniões apenas como positivas ou negativas, o filme tem um índice de aprovação de 23% calculado com base em 90 comentários dos críticos que é seguido do consenso: "O romance clássico de Shakespeare recebe uma adaptação moderada que carece de paixão e energia." Já no agregador Metacritic, com base em 29 opiniões de críticos que escrevem em maioria para a imprensa tradicional, o filme tem uma média aritmética ponderada de 41 entre 100, com a indicação de "revisões mistas ou neutras".